# 石澤典夫
石澤 典夫（いしざわ のりお、1952年8月16日 - ）は、日本のフリーアナウンサー。大阪芸術大学放送学科アナウンスコース教授。元NHKアナウンサー。

## 来歴
1952年 神奈川県横浜市生まれ。横浜市立南高等学校、明治大学を卒業して1976年にNHK入局。鳥取局を皮切りに各地の放送局を巡る。『トライ&トライ』などへの出演を経て、『NHKニュース9』『NHKニュースおはよう日本』『NHKニュース7』（いずれも総合テレビ）などの報道番組でキャスターを務めた。1997年度から2001年度までは、『新日曜美術館』（Eテレ、当時は教育テレビ）の司会を担当。2009年10月からは、『ラジオ深夜便』（ラジオ第1）のアンカーに加わった。
2017年8月31日付でNHKを退職し、フリーアナウンサーとして活動しているが、『ねほりんぱほりん』をはじめ、『ラジオ深夜便』などNHKアナウンサー時代の終盤に担当していた番組の一部には、退局後も引き続き担当している。

## 人物
- 大学生時代には、文学座養成所に通い演劇へ打ち込んでいた[3]。
- 2016年度から『ねほりんぱほりん』（Eテレ）公式サイトの紹介ページ（放送上の名義は「ウシ澤典夫」）[4]では、翌9月1日の更新分から、「元NHKアナウンサー」という肩書を付けるようになった。
- 上沼恵美子がNHK時代からの石澤ファンであることを公言している縁で、退局後の2017年9月に放送された『快傑えみちゃんねる』（関西テレビが当時制作していた上沼の冠番組）で、民放の番組に初めて登場。2018年2月第3週には、『上沼恵美子のおしゃべりクッキング』（ABCテレビ）のウィークリーゲストに迎えられた。
- 趣味はガーデニングや落語の鑑賞[1]。

## 出演番組

### 現在
※特に表記のないものはNHK。
- こころの時代（司会）
- 100年インタビュー（聞き手）
- ラジオ深夜便（2009年10月 - ）
- Eテレ2355（ナレーション・BAR仮説と0655 海の家仮説のマスターの声）
- ねほりんぱほりん（ナレーション）
- 香川照之の昆虫すごいぜ!（ナレーション）
- ろんぶ～ん（Eテレ、ナレーション）
- 大好き♡東北 定禅寺しゃべり亭（NHK仙台局制作・東北6県総合テレビ、2019年4月 - ）
- 阿佐ヶ谷アパートメント（ナレーション）

### 過去

#### NHK在籍時
鳥取放送局時代
- 鳥取のニュース・気象情報等
- FMリクエストアワー

山形放送局時代
- 山形のニュース・気象情報等
- FMリクエストアワー

東京アナウンス室（初期）時代
- トライ&トライ - トライヤー
- NHKモーニングワイド 土曜日（1989・1990年度）
- 大河ドラマ 太平記 (1991年1月6日 - 12月8日)  - ナレーション

札幌放送局時代
- 日曜朝です北海道 日曜日（1991・1992年度）

東京アナウンス室（中期）時代
- NHKニュース9（1993・1994年度）
- 中華航空140便墜落事故特設ニュース　キャスター（1994年4月26日）
- おはよう5 ニュース担当（1995年度）
- NHKニュースおはよう日本 平日 7:00 - 8:15（1995・1996年度）
- あなたの声に答えます（1997・1998年度）
- 新日曜美術館（1997 - 2002年度）
- NHKニュース7 土日（2000 - 2002年度）
- NHKニュース（正午）（日曜日）（2000 - 2002年度）
  - 末田正雄の代理キャスター（1995年1月17日）
- 土曜スタジオパーク（2002年11月2日）※宮本隆治の代役
- お宝映像クイズ 見ればナットク!（2003年度）
- 素敵にガーデニングライフ（2005年度まで）

名古屋放送局時代
- 金とく（2006・2007年度） - 司会
- 東海3県・東海北陸のニュース・気象情報等

東京アナウンス室（後期・退職まで）
- BSまるごと大全集 「作詞家阿久悠の世界 時代を作り、時代を紡いだ歌」（2008年8月17日） - 司会
- 世界美術館紀行 - ナレーション
- わが心の大阪メロディー（2008年11月3日） - 司会
- 家計診断 おすすめ悠々ライフ（2008年度）
- プレミアム8 ワイルドライフ（2009年3月30日） - メインナレーション
- ETV特集「プロジェクトJAPAN〜日本と朝鮮半島 2000年」（2009年度）
- 週刊手塚治虫（2009年度） - 司会
- 第54回NHKニューイヤーオペラコンサート（2011年1月3日）
- さかのぼり日本史（2011年4月 - 2013年3月）
- 追悼 歌手・田端義夫〜バタヤンの声には涙があった〜（2013年5月6日）
- 第45回思い出のメロディー（2013年8月10日） - 司会
- Eテレ0655 おはようソング チョココロネをたべるのどっちから? みかんをむくのはどっちから? - VTR出演
- ガチアジア - ナレーション
- 新日本風土記（2014年4月〜2017年9月）- サブナレーション ※NHK退局により、番組を降板。
- もういちど、日本 - ナレーション
- みつけよう、美（2015年4月〜2016年3月） - ナレーション
- NHKスペシャル 総理秘書官が見た沖縄返還 〜発掘資料が語る内幕〜（2015年5月9日） - ナレーション
- Nスペ5min. “ジョーズ”の謎に挑む 〜追跡!巨大ザメ〜（2015年10月10日） - ナレーション
- 土曜時代劇 忠臣蔵の恋〜四十八人目の忠臣〜（2016年9月24日から2017年2月25日まで・全20回） - ナレーション ※石澤の名前が番組で表記されたのは、第2回の縁談の放送から。
- デザインあ - ポスタークラフトのコーナー ナレーション

#### フリー転向後
- しあわせニュース2017（2017年12月31日。スタジオプレゼンター）[5]
- 上沼恵美子のおしゃべりクッキング（朝日放送[6]・テレビ朝日系列、2018年2月12日〜16日週、テーマ「豆を食べる〜体にいいごちそう〜」）[7]
- 次は〜新福島!（MBSラジオ、2018年2月21日）
  - この時のスタジオ出演が縁で、2020年1月1日に生放送の派生番組『福島のぶひろの大新年会!おめでとう日本!』にも電話で出演。
- ひるおび! 第1部（TBSテレビ、毎月第3金曜日にコメンテーターとして出演）
- 宇宙の人気番組「新銀河紀行～驚異の地球文明～」（総合[8]、2019年8月19日・12月19日） - 司会
- 徹子の部屋（テレビ朝日、2021年5月12日） - 柳澤秀夫と揃ってゲスト出演
- NHKスペシャル 台湾海峡で何が ～米中“新冷戦”と日本～（2021年12月26日） - ナレーション
- サンスター文化の泉 ラジオで語る昭和のはなし（TBSラジオ・JRN系ネット、2020年4月 - 2023年3月）
- 開運!なんでも鑑定団（テレビ東京、2023年7月18日） - 草間彌生作品の鑑定依頼人として出演[9]